# Tulkas
Tulkas je postava z fiktivního světa spisovatele J. R. R. Tolkiena. Je jedním z Valar – nejmocnějších duchů, kteří vstoupili na počátku času do Ardy. Tulkas je popisován jako nejsilnější bojovník mezi Valar. Jeho manželkou je Nessa.
Zmínky o Tulkasovi se nacházejí v Tolkienově Silmarillionu, konkrétně v elfských zpěvech Valaquenta a Quenta silmarillion.

## Jméno
Tulkas byl pro svou moc přezdíván Silný. Byl znám též jako Astaldo čili Udatný.

## Charakteristika
Ačkoliv byl Tulkas největším válečníkem mezi Valar, nepoužíval žádné zbraně a vždy bojoval holýma rukama. Nepoužíval ani koně, neboť byl „rychlejší než cokoliv, co má nohy“. Liboval si v boji a v měření sil. Při hře i ve válce se stále smál a to dokonce i v souboji s Melkorem. O Tulkasově síle svědčil fakt, že během válek Valar s Melkorem se Tulkas s Temným pánem opakovaně utkal a vždy zvítězil. Tulkas byl vyrovnaný, nerozhněval se snadno. Stejně obtížně však zapomínal nebo odpouštěl.
Byl popisován jako zardělý muž se zlatými vlasy a vousy.

## Role v příběhu
Tulkas vstoupil do Ardy jako poslední z Valar. Stalo se tak během první války mezi Valar a Temným pánem Melkorem. Díky Tulkasovu příchodu byl Melkor poprvé zahnán z Ardy do vnější temnoty. Tulkas si za to vysloužil Melkorovu věčnou nenávist. Poté, co Valar vyhnali Melkora, sloužila Tulkasova síla k uklidnění rozbouřené Ardy. Po dokončení díla se Valar shromáždili na Almarenu a zde se Tulkas oženil s Oromëho sestrou Nessou. Když Tulkas po hostině usnul, překročil Melkor se svými služebníky Hradby Noci a na severu Středozemě vybudoval své sídlo Utumno.
Po probuzení elfů se Tulkas účastnil bitvy mocností, v níž Valar zničili Utumno a zajali Melkora. Tulkas tehdy Melkora přemohl v osobním souboji.